# Czterej pancerni i pies (serial telewizyjny)
Czterej pancerni i pies – polski czarno-biały serial telewizyjny w reżyserii Konrada Nałęckiego, według scenariusza Janusza Przymanowskiego na podstawie książki tegoż autora pod tym samym tytułem. Serial powstał w latach 1966–1970.
Serial emitowany w telewizji na kanałach: Stopklatka TV, Telewizja Kino Polska, TVP, Kino TV oraz Zoom TV.

## Lista odcinków
- Seria 1, rok 1966 (9 maja – pierwsza emisja)

1. Załoga
2. Radość i gorycz
3. Gdzie my – tam granica
4. Psi pazur
5. „Rudy”, miód i krzyże
6. Most
7. Rozstajne drogi
8. Brzeg morza
- Seria 2, rok 1969

9. Zamiana
10. Kwadrans po nieparzystej
11. Wojenny siew
12. Fort Olgierd
13. Zakład o śmierć
14. Czerwona seria
15. Wysoka fala
16. Daleki patrol
- Seria 3, rok 1970

17. Klin
18. Pierścienie
19. Tiergarten
20. Brama
21. Dom

## Fabuła

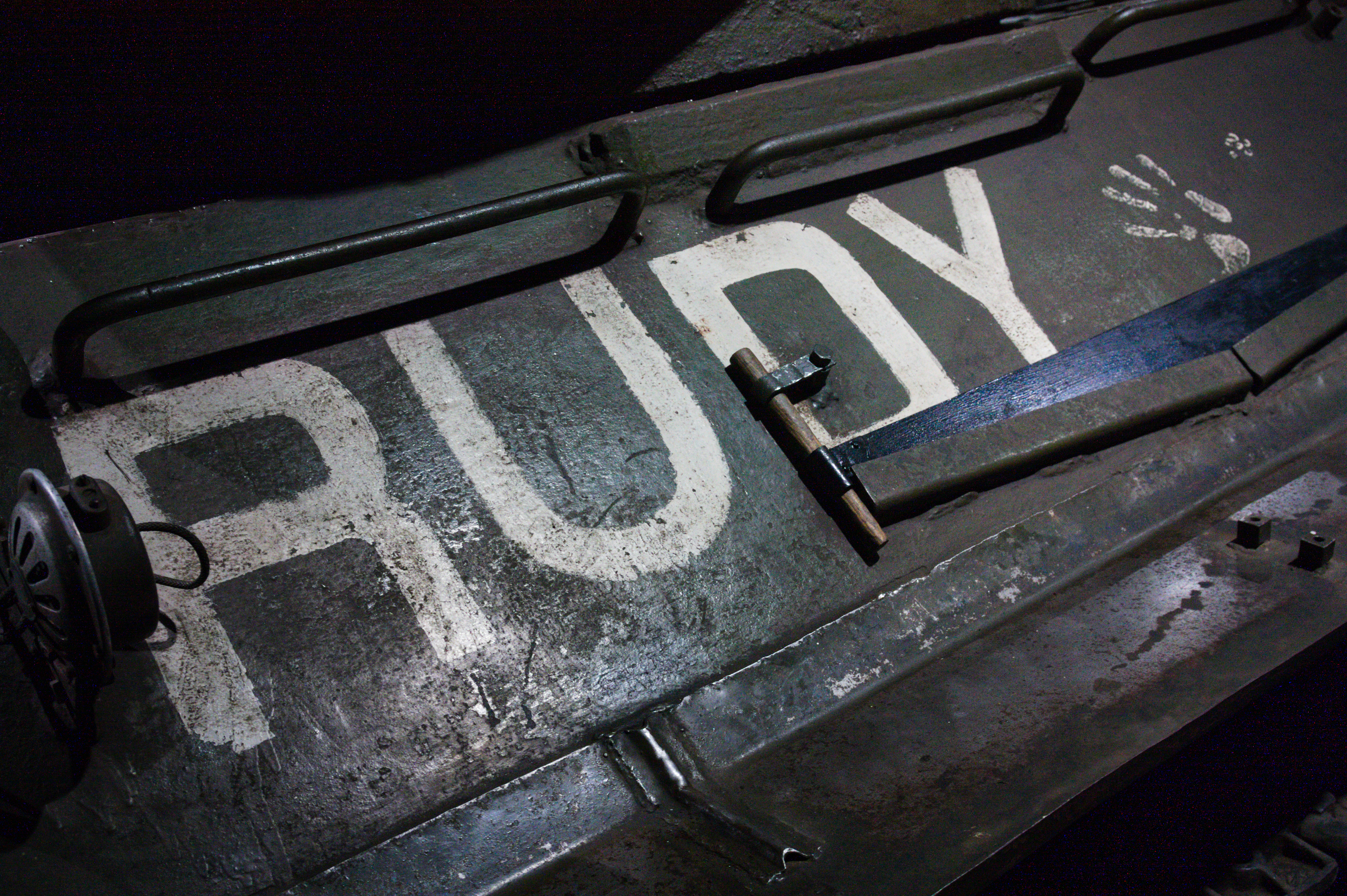
Napis „Rudy” na filmowym czołgu, w którym kręcono sceny serialu, Muzeum Broni Pancernej w Poznaniu

Serial opowiada dzieje załogi czołgu T-34-85 nr 102 „Rudy”, która przechodzi szlak bojowy Brygady Pancernej im. Bohaterów Westerplatte od Studzianek do Berlina. Załogę stanowią: nastoletni gdańszczanin, Janek Kos, którego wojna rzuciła na daleką Syberię, Ślązak Gustlik Jeleń, uciekinier z armii niemieckiej, dowódca czołgu Rosjanin, potomek polskich zesłańców Olgierd Jarosz i Gruzin Grigorij Saakaszwili, przyjaciel Janka z Syberii; uzupełnieniem załogi jest Szarik, pies Janka, który nie raz ratuje załogę z opresji. Po śmierci Olgierda dowódcą zostaje Janek, a do załogi dołącza syn chłopa spod Studzianek – Tomek Czereśniak. Towarzyszą im inni żołnierze polscy i radzieccy: radiotelegrafistka Lidka Wiśniewska, kochająca się bez wzajemności w Janku, radziecka rudowłosa sanitariuszka Marusia Ogoniok, w której z kolei zakochuje się Janek, kierowca Franek Wichura, który chciałby zostać mechanikiem czołgu, starszyna Czernousow, dowódca oddziału piechoty. Brygadą dowodzi Pułkownik, który po ojcowsku opiekuje się załogą czołgu.
W bitwie pod Studziankami do załogi w charakterze przewodnika dołącza miejscowy chłop, Czereśniak. Potem „Rudy”, ochrzczony od koloru włosów Marusi, dociera pod Warszawę, gdzie zostaje zniszczony, a załoga trafia do szpitala. Po rekonwalescencji pancerni docierają do swojego czołgu na Kaszubach. Niestety, okazuje się, że porucznik Jarosz nie żyje, a czołg znów został poważnie uszkodzony. Nowym dowódcą zostaje Janek, a do załogi zostaje tymczasowo przydzielony polski partyzant „West”. Po dotarciu do Bałtyku okazuje się, że jest on zaginionym ojcem Janka. Załogę na stałe uzupełnia syn starego Czereśniaka – Tomek. Nowa załoga po drodze na zachód przeżywa liczne przygody. Zdobywa kolejnych przyjaciół: braci Łażewskich – podchorążego „Magneto” i kaprala „Zadrę”, rodzinę Szawełłów – stryja, sierżanta Konstantego i szeregowego Józka, felczera chorążego Zubryka i podchorążego Staśko. Gustlik zakochuje się w Polce ze Śląska – Honoracie. W Berlinie czołg wraz z saperem, kapitanem Pawłowem bierze udział w zniszczeniu kluczowego przyczółka na stacji metra, docierając tam przez zalane tunele. Wkrótce Niemcy kapitulują, a Janek zawiesza polską flagę na Bramie Brandenburskiej. Po powrocie do Polski Janek bierze ślub z Marusią, Gustlik z Honoratą, a Grigorij z Lidką.

## Postacie i obsada aktorska
Opracowano na podstawie materiałów źródłowych:
(Role główne pojawiają się we wszystkich bądź w zdecydowanej większości odcinków; postacie drugoplanowe pojawiają się w kilku odcinkach)

### Role główne

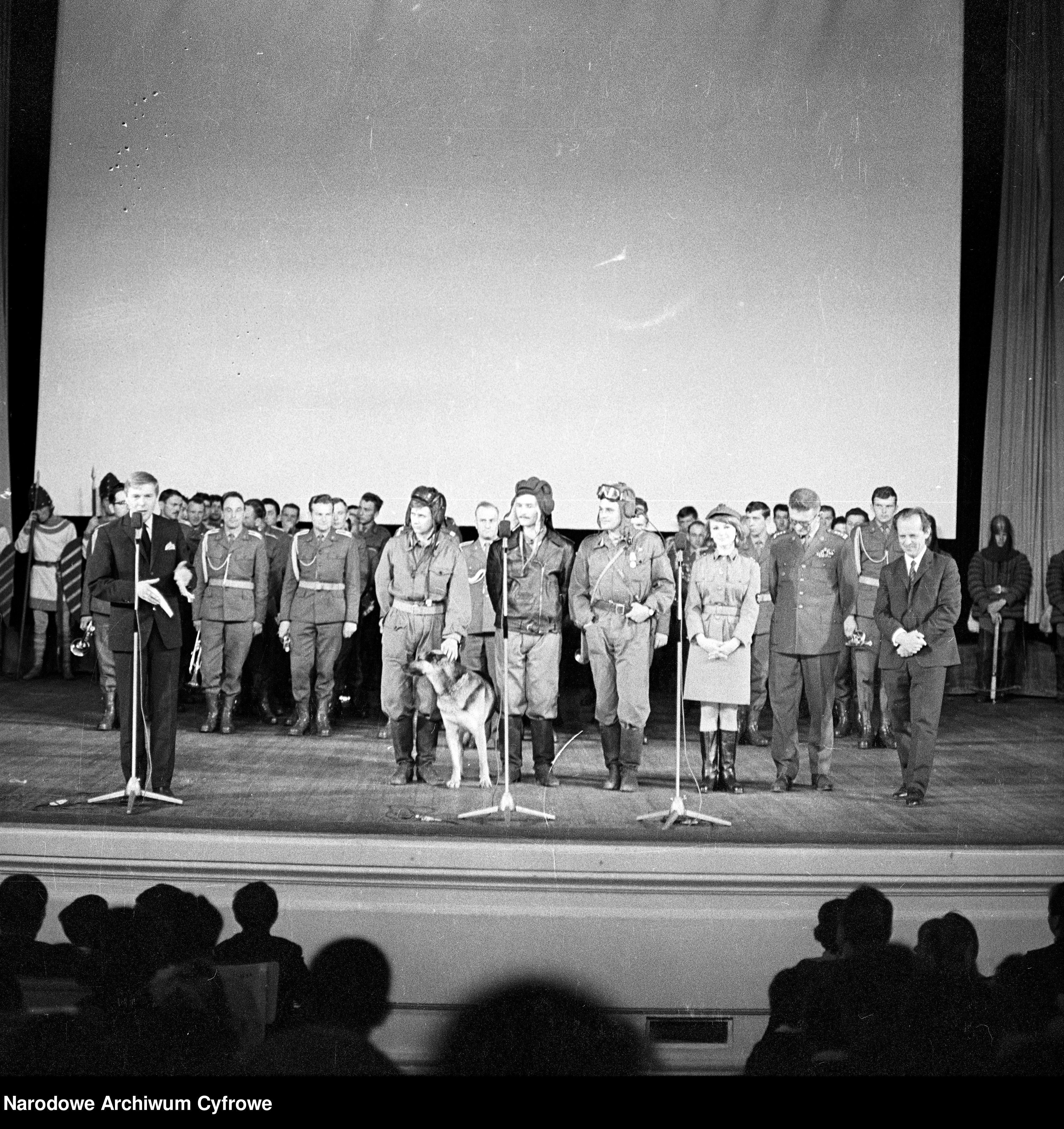
Aktorzy serialu w mundurach czołgistów na scenie – od lewej Janusz Gajos, Włodzimierz Press, Roman Wilhelmi, Małgorzata Niemirska. Widoczni również reżyser serialu Konrad Nałęcki (1. z prawej), autor powieści Czterej pancerni i pies płk Janusz Przymanowski (2. z prawej, w mundurze) i konferansjer, aktor Mieczysław Gajda (1. z lewej, w ciemnym garniturze), premiera serialu w Sali Kongresowej Pałacu Kultury i Nauki (1966)

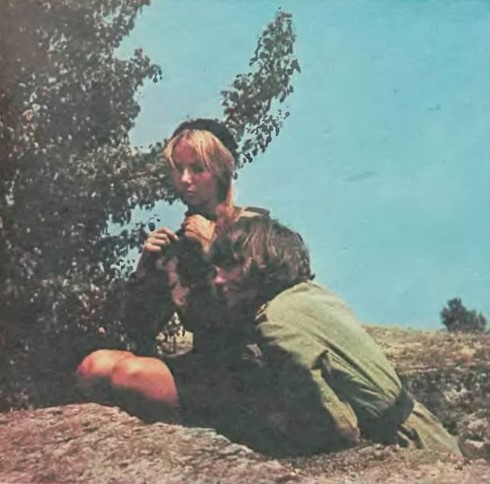
Pola Raksa i Małgorzata Niemirska na planie serialu (1969)

- porucznik Olgierd Jarosz, Olgierd (Roman Wilhelmi) – dowódca czołgu, w cywilu meteorolog. Potomek Polaków zesłanych na Syberię przez cara. Poległ na końcu pierwszej serii serialu, na Pomorzu, niedaleko Gdyni (jego postać występuje w odc. 1–6).
- kapral/plutonowy/sierżant/podporucznik Jan Kos, Janek (Janusz Gajos) – strzelec-radiotelegrafista, a po śmierci Olgierda mianowany dowódcą czołgu, najmłodszy w załodze, gdańszczanin, jego ojciec walczył podczas obrony Westerplatte. Janek przez całą pierwszą serię filmu szuka ojca, odnajdując go w końcu nad samym Bałtykiem. Jest świetnym strzelcem. Pod koniec III serii awansowany do stopnia podporucznika.
- kapral/plutonowy/sierżant Gustaw Jeleń, Gustlik (Franciszek Pieczka) – ładowniczy czołgu, najsilniejszy w załodze, wielokrotnie popisujący się swoją niemal nadludzką siłą, a kilka razy ratujący własną tężyzną życie całej załodze. Ślązak z Ustronia (Śląsk Cieszyński). Przed okresem opisywanym w filmie został siłą wcielony do niemieckich wojsk pancernych, skąd uciekł do Rosjan uprowadzając czołg, w którym służył. Gdy załoga Rudego dostała nowy czołg (5-osobowy), zostaje działonowym. Pod koniec III serii awansowany do stopnia sierżanta.
- plutonowy/sierżant/starszy sierżant Grigorij Saakaszwili, Grześ (Włodzimierz Press) – czołgowy kierowca-mechanik, Gruzin z charakterystycznym wąsikiem. Od wachmistrza Kality dostaje szablę ułańską. Pod koniec III serii awansowany do stopnia starszego sierżanta.
- szeregowy/kapral Tomasz Czereśniak, Tomuś, Tomek (Wiesław Gołas) – strzelec-radiotelegrafista czołgu, pochodzi ze wsi Studzianki, dołącza do załogi na Pomorzu (odc. 9), bardzo przywiązany do swojego chłopskiego pochodzenia, gra na akordeonie. Podobnie jak Gustlik, niezwykle silny i podobnie jak Janek, świetny strzelec. Zaczynał w leśnej partyzantce. Gdy załoga Rudego dostała nowy czołg (5-osobowy), zostaje ładowniczym. Pod koniec III serii awansowany do stopnia kaprala.
- Szarik (pol. „kuleczka”) – pies Janka, jako szczeniak pochodził od suki towarzyszącego Jankowi na dalekim wschodzie ZSRR Jefima Siemionowicza, członek załogi czołgu, wielokrotnie pomocny w potrzebie. W filmie jego rolę odgrywały trzy psy – „Trymer” (główny) oraz „Atak” i „Spik” (dwaj dublerzy).
- kapral/plutonowy Franciszek Wichura, Wichura, Franek (Witold Pyrkosz) – okazjonalnie zastępuje czołgowego mechanika-kierowcę, m.in. w akcji nieopodal Schwarzer Forst, przyprowadza też z bazy pojazdów nowego „Rudego” zakupionego ze środków zebranych na zabawie w zdobytym Gdańsku; choć jest przede wszystkim kierowcą samochodowym, ma ambicje prowadzenia pojazdu bojowego i po śmierci Olgierda wprost mówi o swym wejściu do załogi „Rudego”; gdy załoga dostała nowy czołg (5-osobowy), dołącza do załogi jako strzelec-radiotelegrafista. Pod koniec III serii awansowany do stopnia plutonowego.
- Rudy – nazwa czołgu typu T34/76 i T-34-85 (od odc. 16) o numerze taktycznym 102. W serialu obie wersje czołgu „odgrywa” model T-34-85. Różnią się one m.in. liczbą członków załogi. Pierwszy jest 4-osobowy (stąd „Czterej pancerni”), a drugi 5-osobowy (do załogi dochodzi Wichura). Czołg w filmie wchodzi w skład Brygady Pancernej im. Bohaterów Westerplatte, choć często wraz z załogą bierze udział w „indywidualnych” akcjach poza ugrupowaniem macierzystego oddziału. Jeden z pojazdów, które „zagrały” „Rudego” w serialu, do lat 80. znajdował się w zbiorach muzeum broni pancernej w Wyższej Szkole Oficerskiej Wojsk Pancernych w Poznaniu.

### Postacie drugoplanowe
- sierżant Marusia Ogoniok, Marusia (Pola Raksa) – Rosjanka, rudowłosa sanitariuszka w Armii Czerwonej, narzeczona Janka. W serialu pojawia się w odc. 4. Pod koniec III serii przenosi się do Wojska Polskiego i bierze ślub z Jankiem.
- plutonowy Lidia Wiśniewska, Lidka (Małgorzata Niemirska) – radiotelegrafistka w brygadzie, przez całą fabułę kochała się bez wzajemności w Janku, aż w końcu poślubiła Grigorija (faktycznie flirtowała ze wszystkimi napotkanymi żołnierzami), warszawianka z Pragi.
- Pułkownik, Generał, Stary (Tadeusz Kalinowski) – dowódca brygady pancernej, najczęściej w polowej furażerce na głowie (rogatywkę zakładał tylko przy specjalnych okazjach), w idealnie obciągniętym (bez fałd) mundurze i zawsze ciasno zapięty pod samą szyją, postać wygłaszająca w filmie najbardziej patetyczne i oficjalne kwestie, a do żołnierzy zwracająca się niemal po ojcowsku, przez nich zaś traktowany z olbrzymim respektem i szacunkiem. Pod koniec III serii awansowany do stopnia generała brygady. W książce, ta postać od początku ma stopień generała. Ostatnią część serii „Pancernych” udźwiękowiono częściowo już w czasie po śmierci grającego go aktora. Z tego względu w ostatnich odcinkach serialu głosu pułkownikowi użycza inny aktor – Józef Nowak.
- Honorata (Barbara Krafftówna) – dziewczyna z Koniakowa w Beskidzie Śląskim, miłość Gustlika. Służyła jako pokojówka u generała Wehrmachtu (pojawia się w odc. 16–18 i 21).
- Obergefreiter Kugel (Stanisław Gronkowski) członek załogi Sprengkommando, mieszkaniec pobliskiego Ritzen, pacyfista, zamknięty w areszcie za defetyzm, znający język polski, uświadamiany „politycznie” przez Gustlika (pojawia się w odcinkach 14–16, 21).
- starszy chorąży sztabowy (starszyna) Czernousow (Janusz Kłosiński) – dowódca oddziału piechoty (odcinki 1, 3, 6–9, 12–16, 18–19, 21).
- Czereśniak (Tadeusz Fijewski) – chłop spod Studzianek, który pełni rolę przewodnika w czasie bitwy pod Studziankami, ojciec Tomka, członka załogi Rudego (odcinki 4, 9, 21).
- porucznik Stanisław „West” Kos (Stanisław Jasiukiewicz) – polski partyzant, ojciec Janka (odcinki 7–9, 21).
- kapral podchorąży Daniel „Magneto” Łażewski (Tomasz Zaliwski) – warszawiak, powstaniec z 1944, jego przydomek, jak sam wyjaśnia, pochodzi od urządzenia do generowania iskier, ginie raniony odłamkiem w bitwie o Berlin, pośmiertnie awansowany do podporucznika (pojawia się w odcinkach 16–18).
- kapral podchorąży Marian „Zadra” Łażewski (Marian Opania) – brat Daniela, warszawiak, powstaniec warszawski, awansowany do podporucznika (odcinki 17–20).
- sierżant Konstanty Szawełło (Mieczysław Czechowicz, odcinki 13, 15–16, 18–21).
- szeregowy Józek Szawełło (Jerzy Turek, odcinki 13, 15–16, 18–21).
- chorąży felczer Stanisław Zubryk (Wiesław Michnikowski, odcinki 16, 18–21)

### Inne postacie
(Postacie pojawiające się w więcej niż jednym odcinku)
| - Józef Nalberczak – Fiedia „Jołki-połki” (1, 3) - Krzysztof Litwin – chorąży Zenek (1, 3–4) - Jan Cybulski – kucharz (4–5) - Aleksander Sewruk – generał radziecki (4, 7–9) - Florian Wolny – Kaszub (7–9) - Ryszard Kotys – radziecki saper z oddziału Czernousowa (8, 14) - Waldemar Kwasieborski – żołnierz z oddziału Czernousowa (8, 13) - Zdzisław Grudzień – żołnierz z oddziału Czernousowa (8, 13) - Krzysztof Chamiec – kapitan Hugo Krummel, dowódca spadochroniarzy (10–11) - Mieczysław Stoor – wachmistrz Feliks Kalita (10–12) - Andrzej Wohl – kawalerzysta ze szwadronu Kality (11–12) |  | - Franciszek Trzeciak – kawalerzysta ze szwadronu Kality (11–12) - Andrzej Herder – chorąży żandarmerii (13–15, 19) - Roman Sykała – pułkownik (14–15, 19) - Roman Talarczyk – radiotelegrafista (14–15) - Kazimierz Talarczyk – major wzywający „Rosomaka” (15, 19–20) - Piotr Wysocki – porucznik Kozub, „Hiszpan” (16–18) - Joanna Sobieska – lekarka Irena (17–18) - Zygmunt Kęstowicz – pułkownik, dowódca brygady haubic (18–20) - Roman Kłosowski – sierżant podchorąży Staśko (18–19) - Aleksandr Bielawski – kapitan Iwan Pawłow (19–21) |

### Postacie epizodyczne
(Postacie pojawiające się tylko w jednym odcinku)
| - Zdzisław Karczewski – Jefim Siemionowicz (1) - Mieczysław Łoza – major w komendzie werbunkowej (1) - Tadeusz Skorulski – żołnierz radziecki w wagonie (1) - Andrzej Dadaczyński – lekarz (1) - Wojciech Siemion – kpr. Kucharek (2) - Zygmunt Zintel – grabarz (2) - Anna Lutosławska – nauczycielka z Lublina (2) - Tadeusz Kozłowski – kierownik fabryki zapraszający pancernych na spotkanie (2) - Kazimierz Runowski – jeden z pracowników fabryki (2) - Jolanta Lothe – Rosjanka kierująca ruchem na moście (2) - Asja Łamtiugina – dziewczyna wręczająca Gustlikowi kwiatki (2) - Wiesław Kowalczyk – SS-mann w grobowcu (2) - Janusz Hejnowicz – Niemiec w okularach w grobowcu (2) - Zdzisław Giżejewski – mieszkaniec wioski pytający o pochodzenie Grigorija (2) - Mieczysław Piotrowski – mieszkaniec wioski, którego Janek wypytuje o ojca (2) - Stefania Cybulska – kobieta wysyłająca Julkę po jedzenie dla psa (2) - Janusz Paluszkiewicz – kapitan Baranow (4) - Jerzy Smyk – Sybirak (4) - Wojciech Malec – żołnierz komentujący nowe zadanie Rudego (4) - Andrzej Richter – artylerzysta (4) - Tadeusz Jurasz – żołnierz niemiecki, z którym walczy Janek (4) - Władysław Lepka – żołnierz powożący wozem z rannymi (4) - Elżbieta Nurczyńska – Sonia, dziewczyna pisząca list Marusi (5) - Ryszard Jaśniewicz – żołnierz naprawiający radiostacje (5) - Stefan Kantek – oficer w polówce asystujący pułkownikowi podczas wręczania Krzyży Walecznych (5) - Ferdynand Matysik – dowódca niemieckich zwiadowców (5) - Eliasz Kuziemski – Warszawiak z chrypką (6) - Barbara Rachwalska – kobieta rzucająca doniczką (6) - Kazimierz Malesza – chłopak uczestniczący w walkach na Pradze (6) - Artur Młodnicki – lekarz-profesor w szpitalu (6) - Elwira Stankiewicz – Helcia, dziewczynka recytująca wiersz (6) - Henryk Radecki – Ziółko (6) - Jacek Gacparski – chłopak w szpitalu (6) - Ewaryst Jaskólski – mężczyzna skaczący z balkonu (6) - Zdzisław Klucznik – Iwan (7) - Hanna Skarżanka – Natasza Skopcewa, artystka cyrkowa (7) - Henryk Kluba – konferansjer (7) - Stanisław Michalik – żołnierz-widz na przedstawieniu rozmawiający z Jankiem (7) - Zygmunt Bielawski – żołnierz z oddziału Czernousowa (7) - Mieczysław Tumidajski – żołnierz z oddziału Czernousowa (7) - Kazimierz Ostrowicz – oficer niemiecki przesłuchujący Janka (7) - Barbara Stesłowicz – Tamara, żołnierka radziecka z punktu kontrolnego na skrzyżowaniu (7) - Henryk Talaga – kierowca ciągnika wozu cyrkowego (7) - Bolesław Abart – dowódca radzieckich pilotów (7) - Bolesław Abart – Niemiec kontrolujący linię telefoniczną (8) - Wiesław Krawczyński – szef radzieckich mechaników (8) - Adam Wolańczyk – żołnierz niemiecki, wzięty do niewoli na polu minowym (8) - Henryk Teichert – żołnierz niemiecki w schronie (8) - Jadwiga Andrzejewska – Czereśniakowa, matka Tomka (9) - Bogdan Wiśniewski – chorąży kwaterujący u Czereśniaka (9) |  | - Krzysztof Żurek – młody saper rozminowujący pole Czereśniaka (9) - Zbigniew Koczanowicz – sklepikarz (9) - Jan Paweł Kruk – bandzior I (9) - Wiesław Grzelczak – bandzior II (9) - Ewa i Małgorzata Kubicówny – bliźniaczki Ania i Hania Borowianki (9) - Czesław Piaskowski – żołnierz radziecki eskortujący jeńców (9) - Zygmunt Urbański – cywil meldujący o jeńcach pod Jasieniem (9) - Stanisława Zawiszanka – kobieta poszukująca synka Mareczka (9) - Antoni Majak – dezerter niemiecki [starszy] odbierający Czereśniakom ubrania (9) - Henryk Matwiszyn – dezerter niemiecki [młodszy] odbierający Czereśniakom ubrania (9) - Zygmunt Malawski – oficer niemiecki w grupie jeńców (9) - Eugeniusz Korczarowski – zwiadowca niemiecki w polskim mundurze (10) - Eugeniusz Kamiński – niemiecki spadochroniarz-zwiadowca w Schwarzer Forst (10) - Iwona Słoczyńska – Niemka-zwiadowca w Schwarzer Forst (10) - Antoni Szubarczyk – podwójna rola: plutonowy z folwarku oraz wąsaty kapral z leśniczówki, ojciec plutonowego (11) - Franciszek Szydełko – niemiecki spadochroniarz I (11) - Zbigniew Geiger – niemiecki spadochroniarz II (11) - Jerzy Braszka – kawalerzysta ze szwadronu Kality rewidujący jeńców z oddziału hauptmanna Krummela (11) - Tadeusz Ordeyg – niemiecki leśniczy (11) - Zygmunt Hübner – rotmistrz (12) - Zbigniew Stanek – leutnant, dowódca desantu niemieckiego (12) - Józef Para – porucznik spisujący skład załogi czołgu 102 (13) - Andrzej Krasicki – Brigadeführer SS (13) - Zbigniew Niewczas – Scharführer SS Wert (13) - Mirosław Szonert – kapitan Abwehry (polski agent - J-23) (13) - Marian Nowicki – inżynier, konstruktor nowych pocisków przeciwpancernych (13) - Zbigniew Józefowicz – major żandarmerii (13) - Waldemar Wilhelm – porucznik żandarmerii (13) - Andrzej Sołtysik – żandarm niemiecki kierujący ruchem niedaleko poligonu Kandlitz (13) - Aleksander Jasiński – dowódca niemieckich artylerzystów w Ritzen (14) - Andrzej Grześkowiak – żołnierz niemiecki, którego Czereśniak wciąga pod plandekę (14) - Czesław Przybyła – żołnierz niemiecki ze Sprengkommando, któremu Janek udaremnia telefoniczne wezwanie pomocy (14) - Stanisław Przygórski – major Kubiak, towarzyszący pułkownikowi na rynku w Ritzen (15) - Leon Pietraszkiewicz – Niemiec pasący krowy (16) - Tomasz Karasiński – żołnierz radziecki, który pożyczył Marusi swoje buty (16) - Jerzy Block – więzień, którego pancerni znajdują w ruinach kościoła (16) - Stanisław Jaroszyński – jeniec niemiecki (16) - Helena Makowska – więźniarka z wyzwolonego obozu (16) - Zenon Burzyński – żołnierz niemiecki pełniący wartę przy moście zwodzonym (16) - Marek Barbasiewicz – żołnierz niemiecki dobijający się do willi generała (17) - Krystyna Kołodziejczyk – magazynierka Katarzyna (18) - Saturnin Żórawski – Francuz I (18) - Zdzisław Leśniak – Francuz II (18) - Marcel Novek – Francuz III (18) - Mikołaj Sprudin – radziecki kierowca podwożący Honoratę do Ritzen (18) - Michał Gazda – porucznik w sztabie (19) - Janusz Przymanowski – fotograf na weselu Marusi i Janka oraz Honoratki i Gustlika (21) (wypowiada słowa: „Schowcie ozór, dejcie pozór...”) - Michał Nałęcki – Harry, żołnierz amerykański (21) - Witold Skaruch – Polak z Ohio (21) - Konrad Nałęcki – kapral rozmawiający przy stole z Czereśniakiem (21) - Adam Zagórski – oficer towarzyszący generałowi (21) - Edward Kądziołka – kierowca generalskiego willysa (21) |

- W odc. 2 wystąpili mieszkańcy lubuskiej wsi Olszyniec: Piotr Polaczek (chłop z „ostrą” brodą), Stanisław Gołąb (wąsaty chłop w czapce mówiący słowa: „Ja znam tamte strony”), Jan Zdanowicz (chłopiec mówiący słowa „Tato, polskiego psa przywieźli”), Zygmunt Jasiewicz (dziecko na kolanach Kosa)
- W scenach wesela w odc. 21 wystąpił Zespół Regionalny z Istebnej: Maria Matloch (kobieta witająca nowożeńców chlebem), Jan Kawulok (gajdy), Zuzanna Kawulok (skrzypce), Michał Motyka (klarnet), Anna Bury (kierownik zespołu), Joanna Urbaczka, Olga Urbaczka, Jan Juroszek, Maria Juroszek, Władysław Juroszek, Renata Gruca, Joanna Kaczmarczyk, Jan Sikora, Franciszek Sikora, Stanisława Majeranowska, Anna Juroszek, Elżbieta Kukuczka, Elżbieta Urbaczka, Helena Bury

### Obsada dubbingu i kaskaderzy
- Henryk Matwiszyn – dubler Janusza Gajosa, jako Janek Kos w scenach na cmentarzu (2), jako Janek Kos w scenach nad morzem (8)
- Wanda Żejmo – głos Rosjanki, rola Jolanty Lothe (2)
- Jan Jakub Kolski – głos chłopca mówiącego słowa „Tato, polskiego psa przywieźli” (2)
- Henryk Kluba – głos kaprala Mariana Babuli, żołnierza dekorowanego Krzyżem Walecznych (5)
- Zbigniew Stanek – dubler Franciszka Pieczki, jako Gustlik w scenie na podwórku przed bitwą na Pradze (6)
- Władysław Dewoyno – głos Kaszuba, rola Floriana Wolnego (7–8)
- Henryk Teichert – głos żołnierza niemieckiego, rola Adama Wolańczyka (8)
- Tomasz Zaliwski – głos kapitana barki (9)
- Andrzej Kopiczyński – głos oficera proponującego rotmistrzowi miejsce w samochodzie (12)
- Leon Niemczyk – Brigadeführer SS (13)
- Piotr Wysocki – głos żandarma aresztującego Janka (13)
- Józef Nowak – głos pułkownika (potem awansowanego na generała brygady), rola Tadeusza Kalinowskiego (17, 21)
- Ryszard Kotys – głos pielęgniarza w szpitalu wypraszającego w korytarzu Lidkę po wizycie (6)

## Historia i charakterystyka serialu

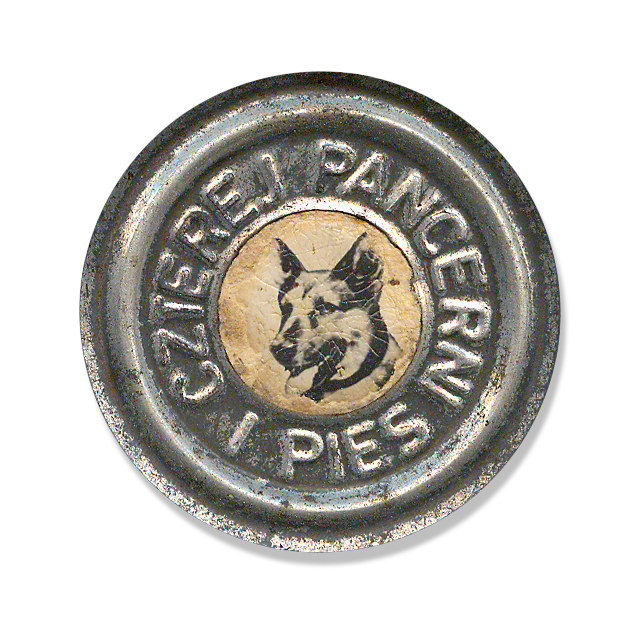
Przypinka sygnowana do serialu

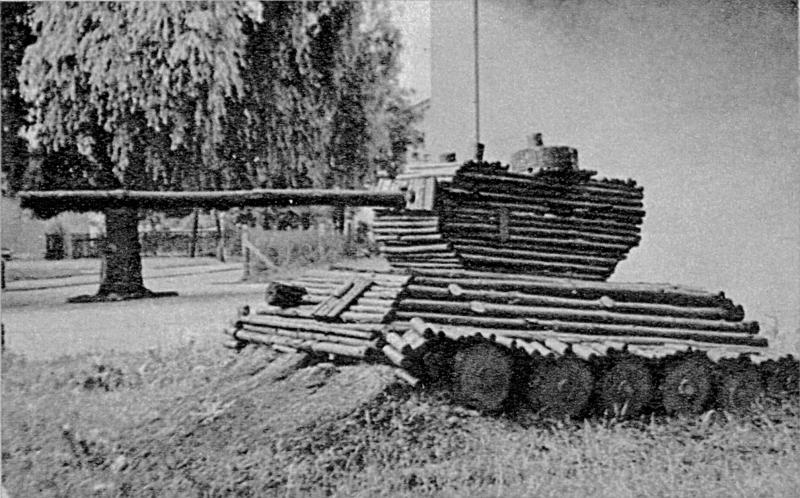
Drewniany czołg „Rudy” (Rawicz, 1970)

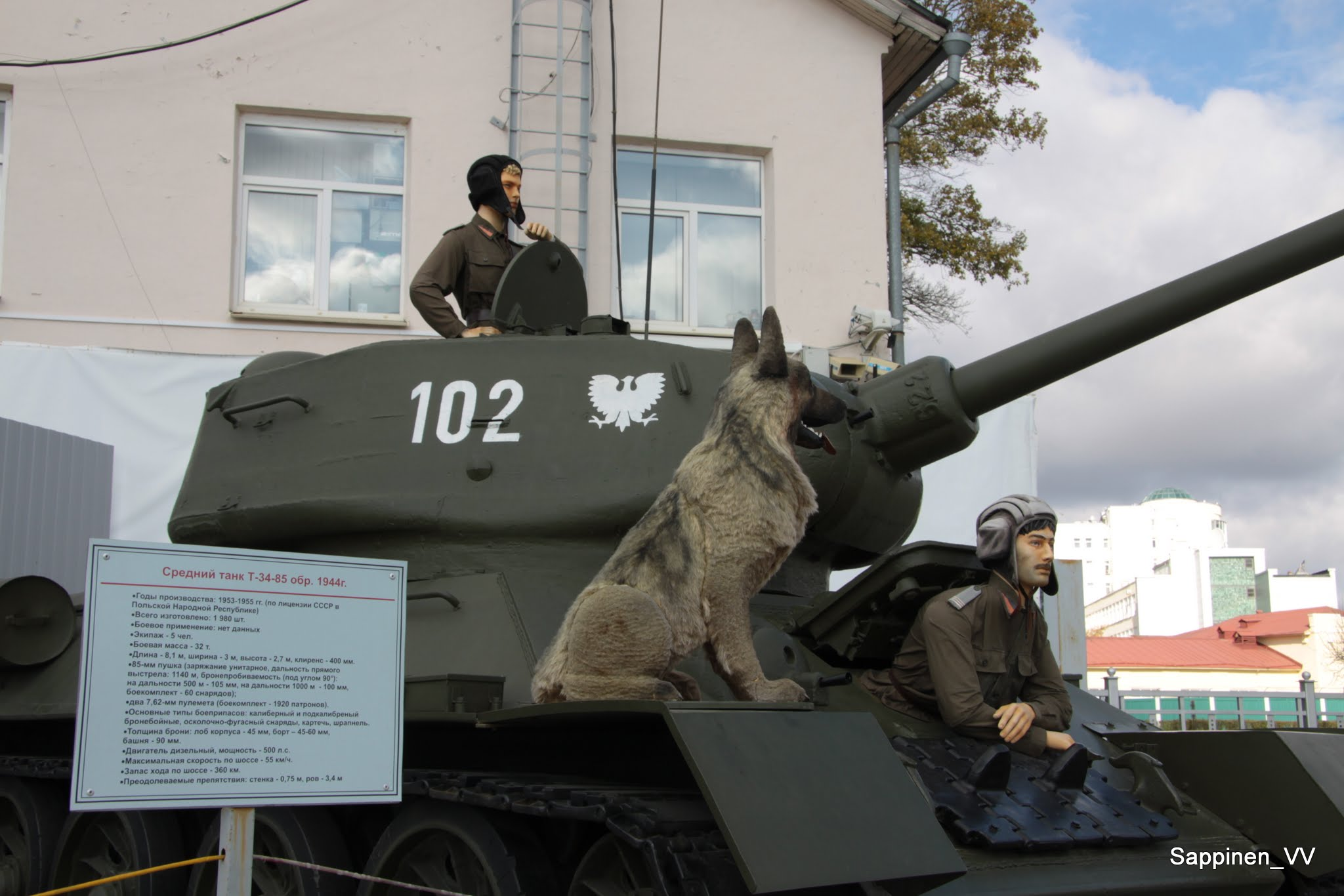
Inscenizacja czołgu „Rudy” z częścią załogi (2012)

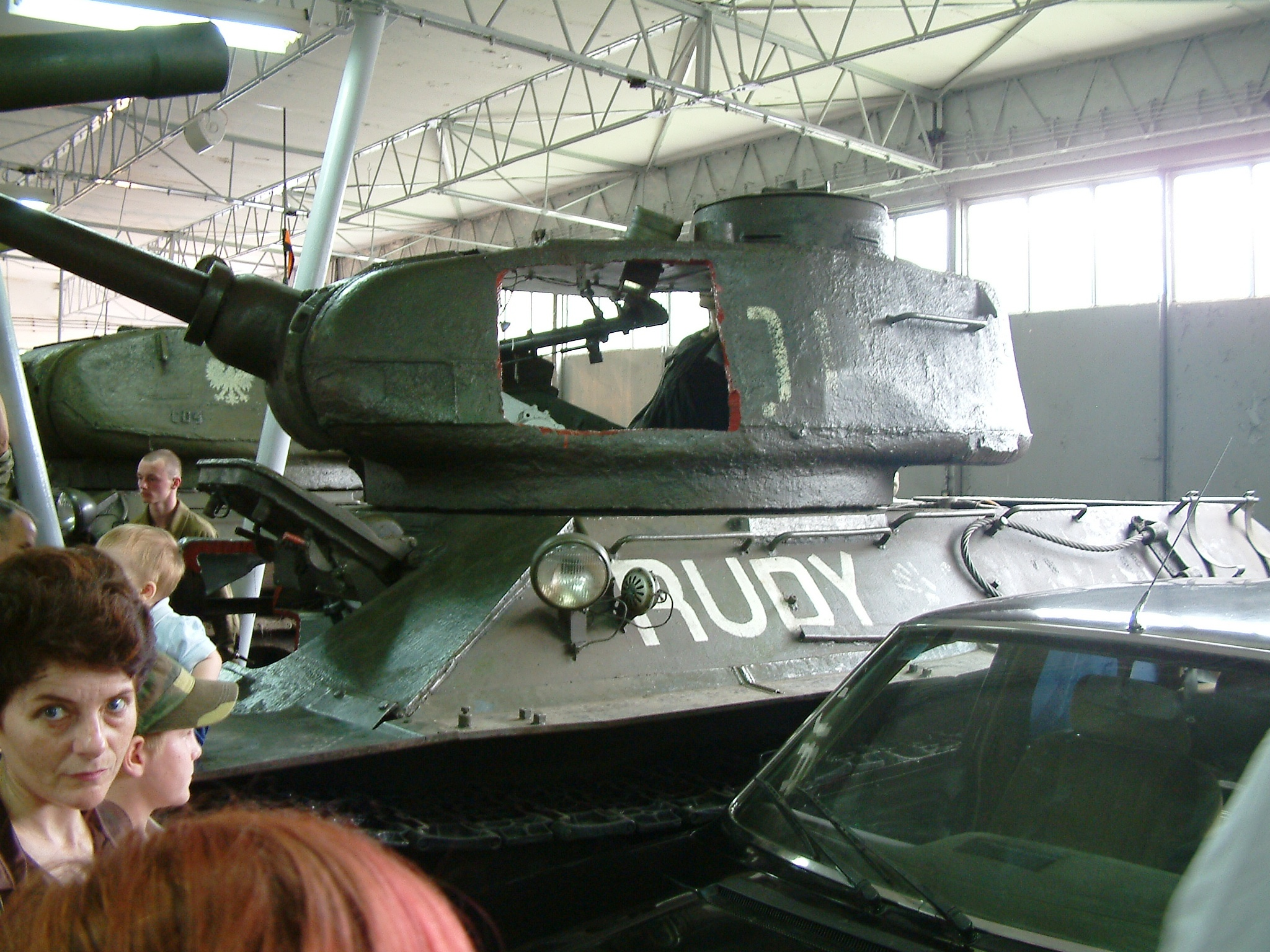
Model czołgu T-34-85 użyty podczas kręcenia zdjęć wewnątrz pojazdu. Muzeum Broni Pancernej Centrum Szkolenia Wojsk Lądowych

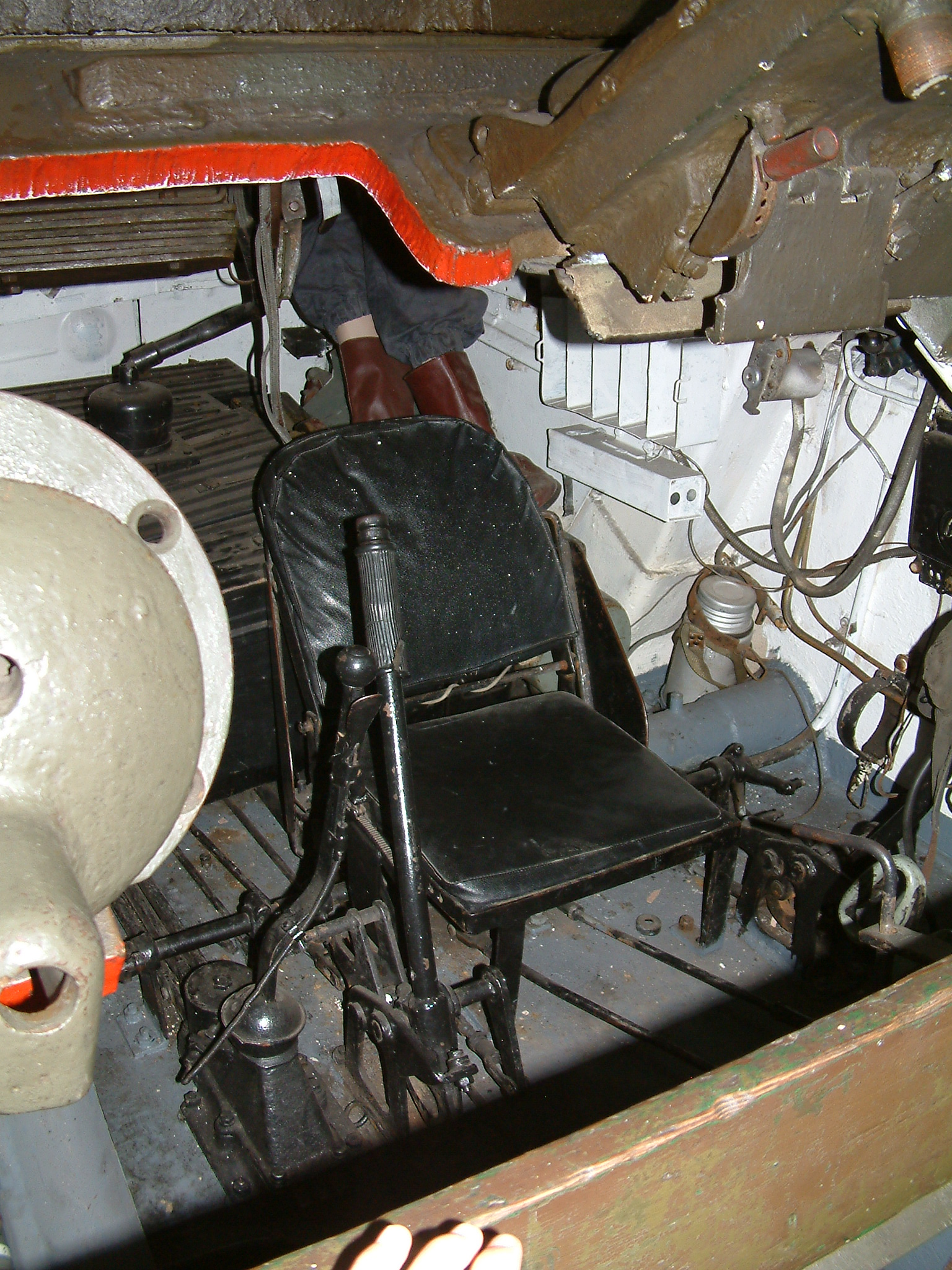
Wnętrze czołgu wykorzystanego w realizacji serialu

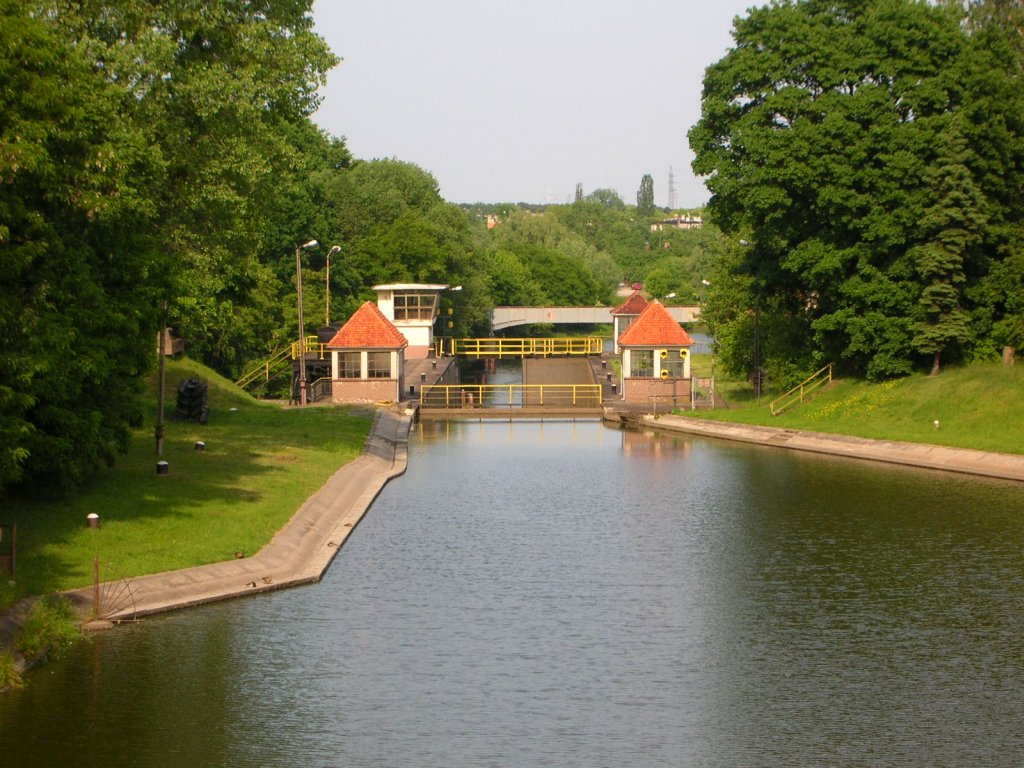
Śluza Okole w Bydgoszczy: miejsce, przy którym kręcono część zdjęć plenerowych serialu

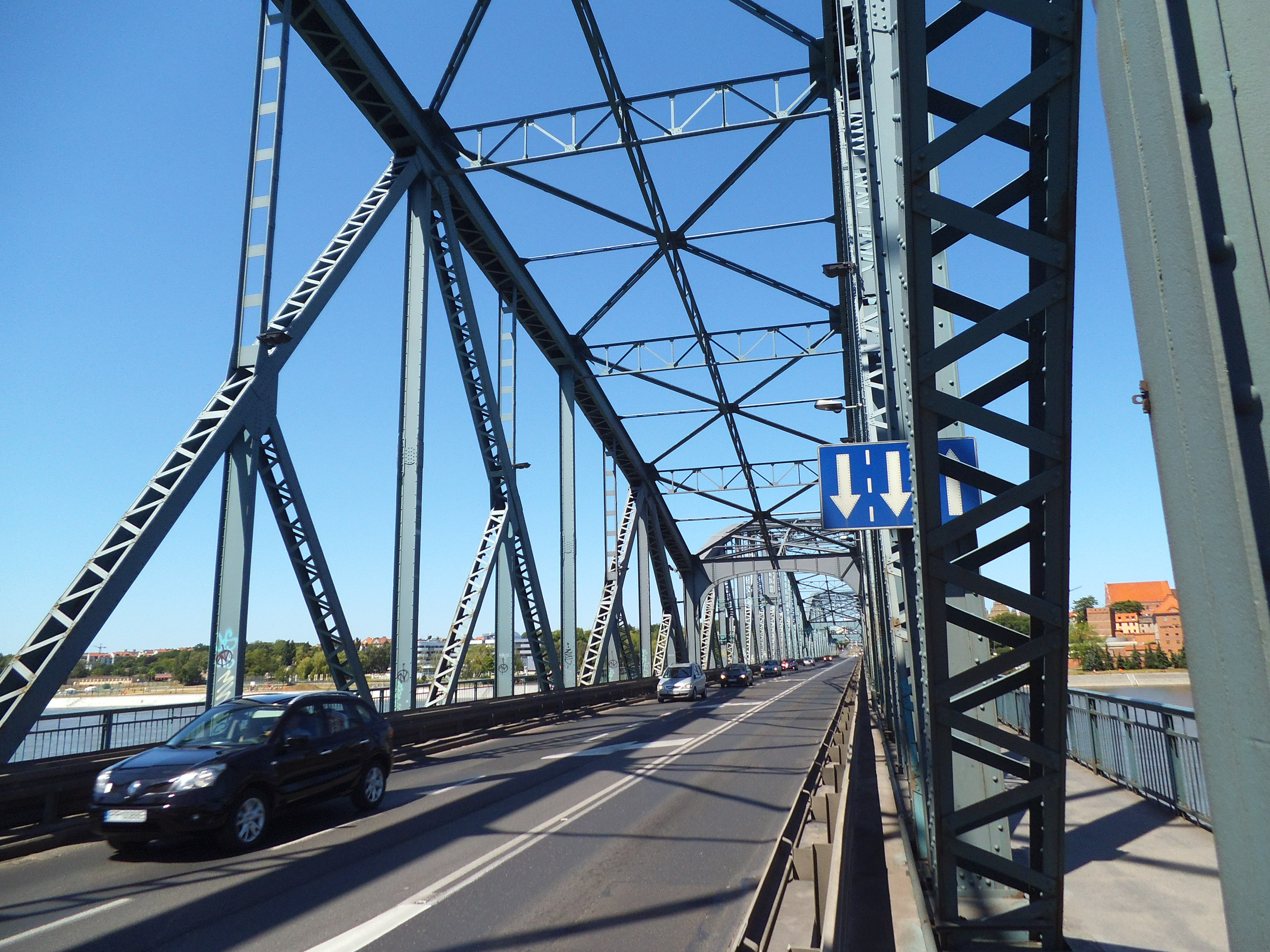
Most drogowy im. Józefa Piłsudskiego w Toruniu (stan obecny)

TVP wyemitowała pierwszy odcinek serialu 25 września 1966 roku. Pierwotnie serial był kręcony i emitowany w trzech seriach w latach 1966, 1969 i 1970, następnie był wielokrotnie wznawiany w polskiej telewizji w paśmie programów dla dzieci i młodzieży oraz na innych kanałach w telewizjach kablowych i satelitarnych. W okresie 1966–2010 nie emitowano go w latach: 1968, 1973, 1978, 1980, 1982, 1985, 1987–1991, 1993–94 i 2005-06.
Pierwsza seria serialu powstała na podstawie książki Janusza Przymanowskiego wydanej pod tym samym tytułem, lecz przed ekranizacją mało znanej. Po emisji pierwszej serii w TV i ogromnej popularności osiągniętej przez serial, autor napisał dwa dalsze tomy powieści na początku lat 70. Następnie nakręcono dwie kolejne serie filmu oraz wydano komiks.
Serial odniósł sukces, był wielokrotnie wznawiany i również intensywnie eksploatowany propagandowo. W szkołach urządzano na jego temat akademie, przedstawienia teatrzyków szkolnych i omawiano na lekcjach. Zakładano również dla młodzieży Kluby Pancernych, w których legenda filmu miała służyć szkoleniu patriotyczno-obronnemu i poznawaniu historii najnowszej, podczas gdy w rzeczywistości była raczej wykorzystywana do promowania wizji historii korzystnej dla władz PRL.
Na sukces filmu złożył się przede wszystkim fakt, iż po raz pierwszy tematyka wojenna została potraktowana lżej niż do tej pory, a serial, obok scen poważnych mających w swojej treści kwestie wojenne, obfitował także w zabawne sceny. Publiczność oczekiwała przedstawiania tematyki wojennej w innych niż skrajnie czarnych, pełnych martyrologii barwach. Natomiast od strony prawdy historycznej jest to pozycja czysto rozrywkowa, podobnie jak wiele filmów amerykańskich tego okresu, np. Złoto dla zuchwałych (Kelly’s Heroes), Parszywa dwunastka (The Dirty Dozen), czy też W rękach wroga (In Enemy Country), a zarazem propagandowa i pełna jaskrawych przekłamań, toteż po roku 1989 stała się celem protestów środowisk kombatanckich. Realia wojskowe ukazane w filmie klasyfikują go w kategorii filmów przygodowych; bohaterowie traktują rozkazy przełożonych niejednokrotnie z dystansem, walcząc z przeważającym przeciwnikiem często wygrywają, podczas walk wykazują się własną inicjatywą, zaś niemieccy żołnierze prezentowani są przeważnie w niekorzystnym świetle.
Silną stroną filmu była znakomita gra aktorów – nie tylko pierwszoplanowych, ale również całego szeregu odtwórców kreacji w rolach epizodycznych. Różnie potoczyły się losy kariery zawodowej grających główne role w filmie. Niektórzy z powodu niezwykle sugestywnych ról, z którymi jeszcze długo ich utożsamiano, na wiele lat zniknęli ze sceny filmowej. Dla innych był to początek drogi do wielkiej kariery, czego przykładem może być choćby kariera odtwórcy roli Janka Kosa – Janusza Gajosa. Publiczność dziwiła się również, że Włodzimierz Press nie jest wcale rodowitym Gruzinem, tylko aktorem polskim. Pomimo zaszufladkowania, młodzi wówczas aktorzy osiągnęli natychmiast szczyty popularności, a ich nazwiska na trwałe weszły do historii kina polskiego.
Postacie zostały odtworzone przez aktorów tak sugestywnie, że publiczność traktowała je niemal jak swoich bliskich. Młodsza część widowni kochała się w Janku oraz Marusi, a wszyscy żyli przeżyciami swoich ulubionych bohaterów. Film często wywoływał wśród publiczności prawdziwe łzy wzruszenia.
Wojskowymi konsultantami produkcji serialu byli płk dypl. Mateusz Lach, następnie ppłk dypl. Władysław Chamielec.
Film niezmiennie plasuje się wysoko we wszystkich plebiscytach na najlepszy polski serial wszech czasów; jest też (obok Stawki większej niż życie) jednym z najchętniej kupowanych polskich seriali przez dystrybutorów zagranicznych. Telewizja Polska planowała odnowienie i rekonstrukcje wszystkich odcinków serialu z myślą o kolejnej reemisji, jednakże kontrowersje wokół filmu sprawiły, iż realizacja pomysłu została odłożona na czas bliżej nieokreślony.
Czołówka serialu zmieniała się kilka razy: w odcinkach 8 (brak postaci Olgierda), 9 (liczne zmiany) i 10 (pojawia się Tomuś Czereśniak).

## Plenery
- Większość scen została nakręcona na poligonie w Żaganiu (obecnie województwo lubuskie). To właśnie miasto „odgrywało” na planie rolę Lublina i Warszawy. Większość scen batalistycznych nakręcono na poligonie przy jednostce wojskowej Żagań-Las. Ponadto na poligonie Karliki w Żaganiu realizowano poszczególne sceny.
- Wiele scen nakręcono również na poligonie w podpoznańskim Biedrusku; w odcinku „Most” wykorzystano pobliski most nad Wartą.
- Dolny Śląsk (ogólnie)[6].
- Gorzupia Dolna, nad rzeką Bóbr kręcono sceny przeprawy wojsk na Bugu (odc. 2).
- Olszyniec (odc. 2 i 8).
- Rudawica, folwark – bitwa pod Studziankami (odc. 5).
- Gdynia, Krynica Morska, Piaski (odc. 8).
- Okolice Sztutowa (most zwodzony), były obóz koncentracyjny Stutthof (odc. 16 i 17).
- ziemia kłodzka (filmowa Syberia), Twierdza Kłodzko, Kłodzko (odc. 21).
- region łódzki: Tomaszów Mazowiecki, Inowłódz (odc. 9), Poświętne (odc. 10)[7], Łódź – Willa Reinholda Richtera i Willa Józefa Richtera grające rolę pałacu w Schwarzer Forst (odc. 10[8][9]) Aleksandrów Łódzki, Spała (most w odc. 14)[7].
- Toruń – Most drogowy im. Józefa Piłsudskiego w Toruniu (odc. 6) grający rolę mostu Kierbedzia w Warszawie ze względu na podobną konstrukcję[10].
- Bydgoszcz – Kanał Bydgoski, planty nad Brdą, Śluza Okole oraz nieistniejąca śluza przy ul. Grottgera, Poczta Główna (odc. 15 i 16), Rybi Rynek, Brda-Młynówka i zejście do niej z ul. Świętej Trójcy (odc. 15 i 16)[11], ul. Grodzka i Malczewskiego oraz most kolejowy na Brdzie. Ogółem w mieście (grającym w filmie rolę miasteczka Ritzen) nakręcono od 19.08.1968 do końca września 1968 4 odcinki (9, 14, 15 i 16).
- Świecie (kościół farny[12]; scena spaceru Janka z Marusią)[13].
- Brzegi Wisły w okolicach Starogrodu nieopodal Chełmna (scena forsowania Odry).
- Wrocław.

(Opracowano na podstawie materiałów źródłowych)

## Piosenki w serialu
- Ballada o pancernych (znana także jako Deszcze niespokojne) – piosenka tytułowa, wykonanie Edmund Fetting
- Jak to na wojence ładnie – w odc. 1 śpiewają żołnierze w obozie formowania
- Rozkwitały pąki białych róż – w odc. 1 śpiewają żołnierze w obozie formowania
- Oka – w odc. 2 śpiewają pancerni w drodze do Lublina
- „Białe róże” („Rozkwitały pąki białych róż...”) – w odc. 2 odtworzone z gramofonu przez nauczycielkę z Lublina
- Gdy naród do boju – w odc. 2 śpiewana przez robotników w fabryce podczas spotkania z pancernymi
- Hymn Polski – w odc. 2 śpiewa tłum podczas spotkania z pancernymi
- Przed nami Odra („Siódma kompania”) – tekst Janusz Przymanowski, wykonanie Edmund Fetting[16]
- „Ballada Studziankowska” („Tygrys”)
- „Gruzińska pieśń bojowa” (Kartvelo kheli khmals ikar – Gruzinie, chwyć za miecz!)[17][18]
- „Od Rosyi jadę, szabelkę toczę...” – w odc. 11 śpiewa Tomasz wraz z kawalerzystami
- „Piosenka radiotelegrafistki” – tekst Sława Przybylska[19]
- „Marsz Triumfalny” z II aktu opery Aida Giuseppe Verdiego

## Nagroda
- Nagroda Ministra Kultury i Sztuki I stopnia (1967) – wyróżnienie zespołowe (Janusz Przymanowski, Konrad Nałęcki, Stanisław Wohl, Romuald Kropat)[20]

## Kontrowersje
Pierwsze znane protesty były dziełem Jerzego Bukowskiego, wiceprzewodniczącego Porozumienia Organizacji Kombatanckich i Niepodległościowych z Krakowa. Wiadomo o dwóch listach wysłanych przezeń do zarządu Telewizji Polskiej, z czego jeden z nich za kadencji Jana Dworaka.
Protesty odniosły skutek w lipcu 2006 roku, gdy prezesem TVP był Bronisław Wildstein. Rzecznik TVP, Daniel Jabłoński, odpowiadając na list Porozumienia Organizacji Kombatanckich i Niepodległościowych stwierdził, iż Telewizja Polska nie będzie w najbliższym czasie emitować filmów zakłamujących przeszłość historyczną Polski. Film ten, wraz ze Stawką większą niż życie został wycofany z jesiennej ramówki. Prawa do emisji serialu zakupiła telewizja Kino Polska. Pomimo wspomnianych kontrowersji TVP1 wyemitowała serial latem 2007 roku.
W 2008 roku stacja TVP Historia wyemitowała serial wraz z komentarzem mającym na celu przedstawienie tła historycznego, weryfikację przedstawionych faktów i ewentualne odkłamanie ich. Audycję prowadził Krzysztof Kłopotowski, zaś każdy odcinek był komentowany przez historyków uniwersyteckich i z Instytutu Pamięci Narodowej. Emisje „odkłamujące” serial były emitowane w stacji w kolejnych latach.

## Emisja w innych krajach
- Serial emitowano w Czechosłowacji pt. Čtyři z tanku a pes – na początku lat 70. w Československá televize. W 2006 ponowną emisję zrealizowała Prima TV.
- Na terenach byłego ZSRR film nosił tytuł Четыре танкиста и собака.
- W Finlandii serial był emitowany w latach 70. pt. Panssaripartio (dosł. pol. Patrol czołgowy).
- W Niemieckiej Republice Demokratycznej serial emitowała stacja Deutscher Fernsehfunk wzgl. Fernsehen der DDR (tytuł Vier Panzersoldaten und ein Hund). Początkowo wyemitowano 8 odcinków od marca do czerwca 1968. Następnie od września 1971 pokazano powtórnie 8 odcinków, a po nich wyemitowano 13 nowych aż do stycznia 1972. Wznowienia emisji nastąpiły w latach 1975 i 1988 (17 odcinków).
- Na Węgrzech serial emitowała telewizja M1 (pod tytułem A négy páncélos és a kutya).
- W Estonii serial emitowała ETV2 (pod tytułem Neli tankisti ja koer).
- Na Kubie pod tytułem Los cuatro tanquistas y el perro.
- Emitowany w Mongolii obok innych polskich seriali jak Janosik, Zmiennicy czy Stawka większa niż życie.[22]

## Inne informacje
- Eksponat psa Trymera grającego Szarika znajduje się w „Zakładzie Kynologii Policyjnej” Centrum Szkolenia Policji w miejscowości Sułkowice (a także psa grającego w serialu Przygody psa Cywila)[23].
- W Kanadyjskim Muzeum Wojny znajduje się czołg T-34 o numerze taktycznym 102.
- W 1 Brygadzie Pancernej im. Bohaterów Westerplatte rzeczywiście służył czołg T-34 o numerze taktycznym 102. Należał on do kompanii sztabowej 1 Pułku Pancernego, a dowodził nim podporucznik Wacław Feryniec.
- Łącznie w filmie zagrało pięć psów, w tym dwa kundelki, które grały małego Szarika[24].

## Upamiętnienia serialu

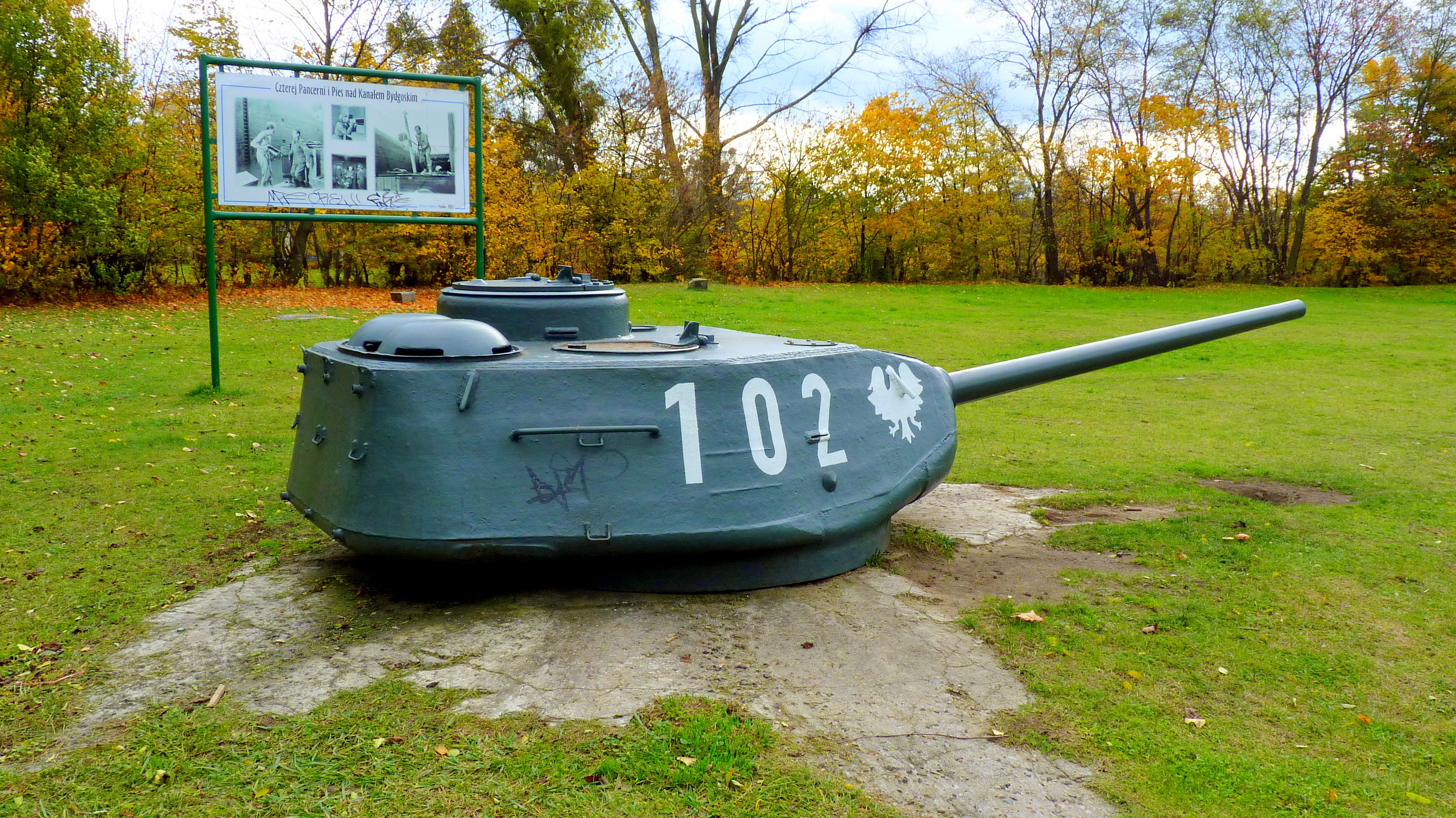
Wieża czołgu przy Śluzie Okole w Bydgoszczy.

- W Białej Nyskiej jedna z ulic nosi nazwę Czterech Pancernych (podobno psa pominięto ze względu na długość nazwy).
- W Bydgoszczy przy jednej ze śluz na Kanale Bydgoskim – w miejscu, gdzie w 1969 roku realizowano jeden z odcinków serialu, stoi wieża czołgu z numerem 102.
- W Toruniu istnieje ulica Pancernych i okoliczne ulice: Gustlika, Szarika, Honoratki, Rudego.
- W 2015 r. w ramach świętowania 70. rocznicy zakończenia II wojny światowej w grze komputerowej World of Tanks dodano czołg średni T-34-85 Rudy, stanowiący nawiązanie do serialu. Jest on jedynym wielonarodowym pojazdem w tej grze, gracz może wybrać czy chce korzystać z polskiej czy radzieckiej załogi[25].
- W muzeum w Wierchniaja Pyszma znajduje się czołg T-34-85 ucharakteryzowany na Rudego (odbite dłonie przy imieniu czołgu są nawiązaniem do pierwszego T-34 rozbitego za Odrą). We włazach znajdują się figury Janka i Grzesia oraz Szarika siedzącego na błotniku[26][27].

## Nawiązania i odniesienia
- W odc. 13 „Zakład o śmierć” pojawia się kapitan Abwehry, który pomaga załodze „Rudego” uciec przed Niemcami. Jest to nawiązanie do serialu Stawka większa niż życie i postaci Hansa Klossa. Mająca miejsce w tym samym odcinku ucieczka załogi wraz z „Rudym” z poligonu stanowi nawiązanie do fabuły radzieckiego filmu „Skowronek” (1965)[28].
- W filmie Sami swoi (1967) użyto repliki czołgu o numerze bocznym 102, który stał w zaminowanym polu.
- W odc. 2 „Eksternista” serialu Przygody psa Cywila (1970) dyrektorka domu dziecka, do którego trafia tytułowy bohater, mówi sierżantowi Walczakowi, że „dzieci chcą, żeby on (Cywil) nazywał się Szarik”.
- W filmie pt. Piżama z 1971 w telewizorze głównych bohaterów jest emitowany serial Czterej pancerni i pies.
- We włoskim komiksie Bo fantazja jest od tego... (1997) z udziałem Myszki Miki i Goofy’ego, kosmiczny gliniarz w postaci dżemowego potwora pożera czołg, nazwany w polskim tłumaczeniu „Rudym”[29].
- W animowanym serialu komediowym Generał Italia (będącym parodią filmów wojennych dziejących się w okresie II wojny światowej) czołgiem używanym przez Polaków jest „Blondyn 103”, parodiujący  „Rudego”[30].
- W odc. 4 „Řekl někdo kočička?” czeskiego sitcomu sf Kosmo (2016) w skład załogi konkurencyjnego polskiego statku kosmicznego wchodzą czterej mężczyźni i owczarek niemiecki. Na pytanie zdziwionego René Hejla Polacy odpowiadają, że tylko tak podróżują[31][32].
- W trakcie rosyjskiej inwazji na Ukrainę, kanał Ukrinform opublikował nagranie z działań polskich armatohaubic AHS Krab w ukraińskiej służbie, w którym tłem muzycznym jest cover piosenki Deszcze niespokojne[33].

## Film dokumentalny
- Andrzej Słodkowski, My czterej pancerni, 2009[34]